# Gmina Bobrowo
Die Gmina Bobrowo [bɔˈbrɔvɔ] ist eine Landgemeinde im Powiat Brodnicki der Woiwodschaft Kujawien-Pommern in Polen. Ihr Sitz ist das gleichnamige Dorf (deutsch Bobrau) mit etwa 400 Einwohnern.

## Gliederung
Zur Landgemeinde Bobrowo gehören 20 Dörfer (deutsche Namen amtlich bis 1945) mit einem Schulzenamt:
- Bobrowo (Bobrau)
- Brudzawy (Brudzawy, 1940–1942 Groß Brudzaw, 1942–1945 Brausen, mit Kirche St. Andreas (Brudzawy))
- Buczek (Buczek)
- Budy (Schöndorf)
- Chojno (Fichtenwalde)
- Czekanowo (Czekanowo)
- Dąbrówka (Dabrowka, 1940–1942 Dombrowken, 1942–1945 Damern)
- Drużyny (Druschin, 1942–1945 Dörschen)
- Grabówiec (Grabowiec, 1940–1945 Buchenhagen)
- Grzybno (Griewenhof)
- Kawki (Hermannsruhe)
- Kruszyny (Kruszyny,  1940–1942 Groß Kruschin, 1942–1945 Großkrossen)
- Kruszyny Szlacheckie (Adlig Kruszyn)
- Małki (Malken)
- Nieżywięć (Niezywiec, 1940–1942 Niezywienc, 1942–1945 Nesewanz)
- Tylice (Tylice, 1940–1942 Tillitz, 1942–1945 Tillendorf)
- Wądzyn (Wonsin)
- Wichulec (Eichholz)
- Wymokłe (Deutschenthal)
- Zgniłobłoty (Königsmoor)

Weitere Ortschaften der Gemeinde sind:
- Anielewo
- Bobrowo-Kolonia (Kolonie Bobrau)
- Bogumiłki
- Czartówiec (Czastowitz)
- Florencja
- Foluszek
- Kruszyny-Rumunki (Räumung-Kruschin, 1942–1945 Krossen Räumung)
- Lisa Młyn
- Pasieki (Roonsdorf)
- Słoszewy (Schlossau)
- Smolniki (Smolniken)
- Zarośle (Rosenhain)

## Verkehr
Kawki und Małki hatten Bahnhöfe an der Bahnstrecke Brodnica–Bydgoszcz.